# 山川頼三郎
山川 頼三郎（やまかわ よりさぶろう、1873年〈明治6年〉7月7日 - 1956年〈昭和31年〉12月19日）は、日本の政治家。衆議院議員（1期）。

## 経歴
大阪府能勢郡、のちの豊能郡歌垣村（現能勢町）で生まれ、1899年（明治32年）兵庫県多紀郡福住村（多紀村、多紀町、篠山町、篠山市を経て現丹波篠山市）山川豊之進の養子となる。農業を営む。養蚕製糸教師、日野製糸(株)現業部長、近江製糸(株)工場長、福住郵便局長、福住村長、同村議、多紀郡会議員、兵庫県会議員、同郡部会副議長、同参事会員、郡農会長、県農会議員、県山林会理事、全国山林会連合会参与、地方森林委員、県森林組合連合会会長、福住信用販売購買組合理事、同施業土木森林組合長となる。
1937年の第20回衆議院議員総選挙において兵庫5区(当時)から立憲政友会公認で立候補して当選。1942年の第21回衆議院議員総選挙では大政翼賛会の推薦を受けたが落選した。終戦後、公職追放となった。1951年追放解除。追放解除後の1956年死去。